# Ulrich Almer
Pour les articles homonymes, voir Almer.
Ulrich Almer est un guide de haute montagne suisse, né le 8 mai 1849 à Grindelwald où il est mort le 4 septembre 1940. Il réalisa de nombreuses premières dans les Alpes, au début avec son père Christian Almer, un des grands guides de l'âge d'or de l'alpinisme, et fut un des premiers guides suisses à se rendre dans le Caucase.

## Biographie
Ulrich Almer réalise une quinzaine de premières dont celles de l'aiguille de Blaitière et de l'aiguille de Triolet. En 1874, à la descente après une tentative à la face sud du mont Blanc, sa cordée tombe dans une crevasse sur le glacier du Brouillard, J. A. G. Marshal et Johann Fischer mourant sur le coup ; Ulrich Almer, évanoui mais indemne, réussit à sortir de la crevasse et à rejoindre Courmayeur,. Comble de malchance, trente-huit ans plus tard, en 1912, au cours d'une descente de l'Aletschhorn, c'est au tour d'Andreas Fisher, le fils de Johann Fischer, et auprès du même guide, d'être victime d'une chute dans une crevasse. La réputation d'Ulrich Almer en fut définitivement ternie.

## Ascensions
- 1870 - Première de l'Ailefroide avec William Auguste Coolidge avec Christian Almer et Ch. Gertsch, le 7 juillet[3]
- 1873 - Première de la pointe nord de l'aiguille de Blaitière avec Thomas Stuart Kennedy, J. A. G. Marshall et Johann Fisher
- 1874 - Première de l'aiguille de Triolet avec J. A. G. Marshall et Johann Fisher, le 26 août
- 1874 - Tentative en face sud du mont Blanc avec J. G. A. Marshal et Johann Fisher, le 31 août. Ils avaient probablement fait au passage la première de la pointe qui sera appelé plus tard pic Eccles[4]
- 1875 - Première de la roche de la Muzelle avec W. A. B. Coolidge et Christian Almer, le 2 juillet[5]
- 1876 - Première du sommet ouest des Droites, avec W. A. B. Coolidge et Christian Almer, le 18 juillet
- 1876 - Première de l'arête sud-est du Täschhorn avec James Jackson
- 1877 - Pic Coolidge avec William Auguste Coolidge et Christian Almer, le 14 juillet
- 1891 - Première traversée de la Meije dans le sens ouest-est (du grand Pic au Doigt de Dieu, sens aujourd'hui usuel) avec J.-H. Gibson et Fritz Boss
- 1883 - Première ascension de l'arête nord-ouest du Schreckhorn (Andersongrat) avec Aloys Pollinger, John Stafford Anderson et G. P. Baker
- 1884 - Première traversée du Breithorn avec John Stafford Anderson et Aloys Pollinger, le 16 août, en faisant au passage les premières des sommets secondaires du Breithorn oriental, du Breithornzwillinge et de la Roccia Nera, considérés aujourd'hui dans la liste des 82 sommets des Alpes de plus de 4 000 mètres d'altitude[6]
- 1888 - Première ascension du sommet nord du mont Ouchba (Caucase) avec John Garford Cokklin
- 1888 - Première ascension du Chkhara avec J. Cockin et C. Roth